# Rhimphoctona xoridiformis
Rhimphoctona xoridiformis är en stekelart som först beskrevs av Holmgren 1860.  Rhimphoctona xoridiformis ingår i släktet Rhimphoctona och familjen brokparasitsteklar. Arten är reproducerande i Sverige. Inga underarter finns listade i Catalogue of Life.